# Christine Mboma
Christine Mboma (Divundu, 22 mei 2003) is een Namibische atlete, die zich heeft toegelegd op de sprint. Ze nam een keer deel aan de Olympische Spelen en veroverde bij die gelegenheid een zilveren medaille. 

## Loopbaan
Op de uitgestelde Olympische Spelen van 2020 won Mboma een zilveren medaille op de 200 m. Dit kwam als een verrassing, omdat ze tot juni dat jaar gespecialiseerd was op de 400 m. Ze mocht aan dat onderdeel echter niet deelnemen, omdat bij een bloedtest was gebleken dat ze een te hoge testosteronconcentratie in haar bloed had. Zij en ook haar landgenote Beatrice Masilingi werden tegelijkertijd uitgesloten van alle atletiekonderdelen tussen de 400 en 1500 m. Deze uitsluiting vond plaats op basis van de World Athletics-regels voor "atleten met verschillen in seksuele ontwikkeling".
Met het behalen van de zilveren medaille werd Mboma de eerste vrouw uit Namibië die ooit een medaille behaalde op de Spelen. Kort na de Spelen werd ze op de wereldkampioenschappen onder 20 jaar kampioene op de 200 m in 21,84 s. Dat was een wereldrecord voor haar leeftijdscategorie.

## Titels
- Namibisch kampioene 400 m - 2021
- Namibisch kampioene 800 m - 2020, 2021
- Namibisch kampioene 1500 m - 2020
- Wereldkampioene U20 200 m - 2021

## Persoonlijke records
| Onderdeel | Prestatie              | Datum            | Plaats   |
| --------- | ---------------------- | ---------------- | -------- |
| 100 m     | 10,97 s (+1,6 m/s)     | 30 april 2022    | Gaborone |
| 200 m     | 21,78 s (+0,5 m/s)(AR) | 9 september 2021 | Zürich   |
| 400 m     | 49,22 s                | 17 april 2021    | Windhoek |
| 800 m     | 2.03,27                | 10 april 2021    | Lusaka   |

## Palmares

### 200 m
- 2021:  OS - 21,81 s (AR + WR U20)
- 2021:  WK U20 te Nairobi - 21,78 s
- 2022:  Gemenebestspelen - 22,80 s

Diamond League-overwinningen
- 2021:  Memorial Van Damme - 21,84 s
- 2021:  Weltklasse Zürich - 21,78 s

### 400 m
- 2021:  Namibische kamp. - 49,22 s

### 800 m
- 2020:  Namibische kamp. - 2.11,65
- 2021:  Namibische kamp. - 2.11,96

### 1500
- 2020:  Namibische kamp. - 5.03,84

### 4 x 100 m
- 2021:  Namibische kamp. - 44,78 s
- 2021:  WK U20 - 43,76 s